# Estádio do Lumiar
Het Estádio do Lumiar was een multifunctioneel stadion in Lissabon, de hoofdstad van Portugal. Het stadion werd vooral gebruikt voor voetbalwedstrijden van de voetbalclub Sporting Lissabon. Die club speelde tot 1956 in dit stadion, totdat het naar Estádio José Alvalade verhuisde. Ook het Portugees voetbalelftal speelde hier regelmatig een internationale wedstrijd. In het stadion is plaats voor 20.000 toeschouwers.

## Historie
Het stadion werd in gebruik genomen in juni 1914, en officieel geopend op 20 december van dat jaar. Het werd in 1947 gerenoveerd. De laatste wedstrijd werd gespeeld op 1 januari 1955. In dit wedstrijd nam Sporting Lissabon het op tegen Atlético Clube de Portugal. Daarna werd het stadion gesloopt.